# Halimione portulacoides
Obione faux-pourpier, Arroche faux-pourpier
Espèce
Classification phylogénétique
Statut de conservation UICN

 LC  : Préoccupation mineure
 France 
L'Obione faux-pourpier ou Arroche faux-pourpier, Halimione portulacoides, est une plante de la famille des Chenopodiaceae selon la classification classique de Cronquist (1981), ou des Amaranthaceae selon la classification phylogénétique.

## Taxonomie
L'Obione a été considérée comme une espèce dans un genre à part avant d'être rattachée au genre Halimione.

### Synonymes
- Obione portulacoides
- Atriplex portulacoides L. (basionyme)
- Chenopodium portulacoides (L.) Thunb.
- Halimus portulacoides (L.) Dumort.

### Étymologie
L'Obione tire son nom du fleuve sibérien l'Ob.

## Description
L'obione faux-pourpier est un sous-arbrisseau de 20 à 50 cm. Les feuilles sont blanc argenté, avec de nombreuses tiges couchées formant des tiges compactes.
La floraison a lieu de juillet à octobre,. Les fleurs sont minuscules et d'un blanc-jaunâtre.

## Répartition
C'est une plante présente  dans tout le bassin méditerranéen et océanique.

## Habitats
Terrains salés en bordure de mer, milieux arides.

## Statuts de protection, menaces
L'espèce n'est pas considérée comme étant menacée en France. En 2021 elle est classée Espèce de préoccupation mineure (LC) par l'UICN.
Toutefois localement l'espèce peut se raréfier : elle est considérée Quasi menacée (NT), proche du seuil des espèces menacées ou qui pourrait être menacée si des mesures de conservation spécifiques n'étaient pas prises, dans les régions Picardie et Nord-Pas-de-Calais ; elle est en Danger-critique (CR) en Haute-Normandie.

## Utilisation
L'Obione est une plante comestible dont les feuilles au goût salé peuvent être consommées crue en salade, séchées au four à 180 °C (la plante est appelée chips de mer) ou cuisinées en pesto.